# Maurilândia
Maurilândia är en kommun i Brasilien.   Den ligger i delstaten Goiás, i den sydöstra delen av landet, 400 km sydväst om huvudstaden Brasília. Antalet invånare är 11 516.
Omgivningarna runt Maurilândia är huvudsakligen savann. Runt Maurilândia är det glesbefolkat, med 12 invånare per kvadratkilometer.